# Lepanthes tubuliflora
Lepanthes tubuliflora är en orkidéart som beskrevs av Henry August Hespenheide. Lepanthes tubuliflora ingår i släktet Lepanthes och familjen orkidéer.
Artens utbredningsområde är Jamaica. Inga underarter finns listade i Catalogue of Life.